# Mr. Ketra
Mr. Ketra, noto anche come Ketra, pseudonimo di Fabio Clemente (Vasto, 21 marzo 1986), è un disc jockey e produttore discografico italiano.

## Biografia
Mr. Ketra muove i suoi primi passi nel mondo della musica nel 2003 iniziando a produrre i primi beat. Nel 2006 entra a far parte del gruppo salentino Boomdabash. Nel 2008 il gruppo pubblica il primo album intitolato Uno.
Nel 2011 con il singolo Murder (contenuto nel secondo album in studio Mad(e) in Italy), i Boomdabash vincono l'MTV New Generation Contest, concorso musicale indetto durante gli MTV Days. L'anno successivo la band pubblica il singolo Danger, con il quale partecipano in varie date dal vivo che si concludono con la partecipazione all'Hitweek Festival negli Stati Uniti d'America.
Nel 2013 produce interamente l'album SuperHeroes dei Boombdabash, disco che contiene collaborazioni con i Sud Sound System, Clementino, Dj Double S, Bobby Chin dei BlackChiney e con i Ward 21.
Nel 2014, assieme a Takagi (ai tempi noto come THG) compone il singolo Nu juorno buono per il rapper Rocco Hunt, con il quale quest'ultimo vince nella sezione "Giovani" del Festival di Sanremo 2014. Il singolo riscuote un grande successo, rimanendo primo nella Top Singoli per quindici giorni.
Nell'anno seguente produce alcuni brani dell'album Status, pubblicato dal rapper Marracash; insieme a Takagi ha realizzato i remix di Sabato di Jovanotti e Start It Over dei Club Dogo.

## Discografia

### Con i Boomdabash
- 2008 – Uno
- 2011 – Mad(e) in Italy
- 2013 – Superheroes
- 2015 – Radio Revolution
- 2018 – Barracuda

### Con Takagi
Singoli
- 2016 – Oroscopo (Calcutta feat. Takagi & Ketra)
- 2017 – L'esercito del selfie (feat. Lorenzo Fragola e Arisa)
- 2018 – Da sola/In the Night (feat. Tommaso Paradiso e Elisa)
- 2018 – Amore e capoeira (feat. Giusy Ferreri e Sean Kingston)
- 2019 – La Luna e la gatta (feat. Tommaso Paradiso, Jovanotti e Calcutta)
- 2019 – Jambo (feat. Giusy Ferreri e Omi)
- 2020 – Ciclone (con Elodie e Mariah feat. Gipsy Kings, Nicolás Reyes e Tonino Baliardo)

### Produzioni
- 2011 – Boomdabash – Murder
- 2012 – Boomdabash – Danger
- 2013 – Boomdabash – Superheroes
- 2014 – Rocco Hunt – Nu juorno buono (con Takagi)
- 2014 – Fedez feat. Noemi –L'amore eternit (con Takagi)
- 2015 – Marracash – In radio (con Takagi)
- 2015 – Baby K feat. Giusy Ferreri – Roma-Bangkok (con Takagi e Federica Abbate)
- 2016 – Fred De Palma – Il cielo guarda te (con Takagi)
- 2016 – Luca Dirisio – Come neve (con Takagi)
- 2017 – J-Ax e Fedez – Comunisti col Rolex (con Takagi)
- 2017 – Giusy Ferreri – Fa talmente male (con Takagi)
- 2017 – Fabri Fibra – Fenomeno (con Takagi)
- 2017 – Baby K – Voglio ballare con te (con Takagi)
- 2018 – Frah Quintale, Giorgio Poi – Missili (con Takagi)
- 2018 – J-Ax e Fedez – Italiana (con Takagi)
- 2018 – Fred De Palma feat. Ana Mena – D'estate non vale (con Takagi)
- 2018 – Marco Mengoni – Mille Lire (con Takagi)
- 2018 – Enne – Vodkatonic (con Takagi)
- 2019 – Dani Faiv – Xquisa (con Takagi)
- 2019 – Fedez – Record (con Takagi)
- 2019 – Fedez – Segni (con Takagi)
- 2019 – Loredana Bertè – Tequila e San Miguel (con Takagi)
- 2019 – J-Ax – Ostia Lido (con Takagi)
- 2019 – Emis Killa – Tijuana (con Takagi)
- 2019 – Coro dell'Antoniano – Come i pesci, gli elefanti e le tigri (con Takagi)
- 2019 – Elodie e Marracash – Margarita (con Takagi)
- 2019 – Fred De Palma feat. Ana Mena – Una volta ancora (con Takagi)
- 2019 – Ghali – Turbococco (con Takagi)
- 2019 – Fred De Palma feat. Sofía Reyes – Il tuo profumo (con Takagi)